# Nobody's Perfect (film, 2004)
Pour les articles homonymes, voir Nobody's Perfect.
Nobody's Perfect est un court métrage américain (25 min), dirigé et joué par Hank Azaria sorti en 2004.

## Synopsis
Se servant des lunettes magiques de son grand-père, un homme entre avec assurance dans le monde des rencontres.

## Fiche technique
- Titre : Nobody's Perfect
- Réalisation : Hank Azaria
- Scénario : Hank Azaria (histoire), Jay Kogen (histoire) et Andrew Hill Newman
- Production : 
  - Producteur délégué : Hank Azaria, Andrew Hill Newman
  - Producteur exécutif : Charley Cabrera
- Durée : 25 minutes
- Date de sortie : États-Unis : janvier 2004

## Distribution
- Hank Azaria : Ray
- Ellen Pompeo : Veronica
- Jenica Bergere : la fille avec le chien
- David Pressman : Poker Player
- Maeve Quinlan : Crazy Girl